# OR10A3
OR10A3 (англ. Olfactory receptor family 10 subfamily A member 3) – білок, який кодується однойменним геном, розташованим у людей на короткому плечі 11-ї хромосоми. Довжина поліпептидного ланцюга білка становить 314 амінокислот, а молекулярна маса — 35 535.
| 10         |  | 20         |  | 30         |  | 40         |  | 50         |
| ---------- |  | ---------- |  | ---------- |  | ---------- |  | ---------- |
| MKRQNQSCVV |  | EFILLGFSNF |  | PELQVQLFGV |  | FLVIYVVTLM |  | GNAIITVIIS |
| LNQSLHVPMY |  | LFLLNLSVVE |  | VSFSAVITPE |  | MLVVLSTEKT |  | MISFVGCFAQ |
| MYFILLFGGT |  | ECFLLGAMAY |  | DRFAAICHPL |  | NYPVIMNRGV |  | FMKLVIFSWI |
| SGIMVATVQT |  | TWVFSFPFCG |  | PNEINHLFCE |  | TPPVLELVCA |  | DTFLFEIYAF |
| TGTILIVMVP |  | FLLILLSYIR |  | VLFAILKMPS |  | TTGRQKAFST |  | CASHLTSVTL |
| FYGTANMTYL |  | QPKSGYSPET |  | KKLISLAYTL |  | LTPLLNPLIY |  | SLRNSEMKRT |
| LIKLWRRKVI |  | LHTF       |  |            |  |            |  |            |

A: Аланін

C: Цистеїн

D: Аспарагінова кислота

E: Глутамінова кислота

F: Фенілаланін

G: Гліцин

H: Гістидин

I: Ізолейцин

K: Лізин

L: Лейцин

M: Метіонін

N: Аспарагін

P: Пролін

Q: Глутамін

R: Аргінін

S: Серин

T: Треонін

V: Валін

W: Триптофан

Кодований геном білок за функціями належить до рецепторів, g-білокспряжених рецепторів, білків внутрішньоклітинного сигналінгу. 
Локалізований у клітинній мембрані, мембрані.